# Andre (film)
Andre – amerykański film fabularny z 1994 roku w reżyserii George’a T. Millera, wyprodukowany przez wytwórnię Turner Pictures. Główną rolę w filmie zagrała amerykańska aktorka Tina Majorino. Film oparty na powieści A Seal Called Andre autorstwa Harry’ego Goodridge’a i Lew Dietza, która została zainspirowana prawdziwą historią.
Premiera filmu odbyła się 19 sierpnia 1994 w Stanach Zjednoczonych.

## Fabuła
Mała dziewczynka Toni Whitney (Tina Majorino) mieszka z rodziną w rybackim miasteczku Rockport w stanie Maine. Pewnego dnia jej ojciec Harry (Keith Carradine) znajduje wycieńczoną uchatkę. Zwierzak zostaje nazwany Andre i staje się ulubieńcem dzieci, szczególnie Toni. Rybacy boją się jednak, że uchatka będzie odstraszać ryby.

## Obsada
- Keith Carradine jako Harry Whitney
- Chelsea Field jako Thalice Whitney
- Tina Majorino jako Toni Whitney
- Aidan Pendleton jako Paula Whitney
- Shane Meier jako Steve Whitney
- Keith Szarabajka jako Billy Baker
- Joshua Jackson jako Mark Baker
- Shirley Broderick jako pani McCann
- Andrea Libman jako Mary May
- Joy Coghill jako Betsy
- Gregory Edward Smith jako Bobbye

## Produkcja
Zdjęcia do filmu kręcono w Bostonie (Massachusetts), Vancouver (Kanada) oraz w stanie Missisipi (Stany Zjednoczone) i na Tasmanii (Australia).

## Odbiór
Film Andre spotkał się z mieszaną reakcją krytyków. W serwisie Rotten Tomatoes, 47% z siedemnastu recenzji filmu są mieszane (średnia ocen wyniosła 5,3 na 10).